# 나카지마촌 (사이타마현)
나카지마촌(中島村)은 사이타마현 기타사이타마군에 존재했던 촌이다. 현재의 하뉴시에 해당한다.

## 역사
- 1901년 10월 25일 - 나카지마 조합촌을 결성했던 기타오기시마촌, 나카테코바야시촌이 합병해 성립하였다.
- 1943년 2월 1일 - 데코바야시촌에 편입해, 동일 나카지마촌은 폐지되었다.

## 참고문헌
- 角川日本地名大辞典 11 埼玉県